# Idaea squalidaria
Idaea squalidaria là một loài bướm đêm trong họ Geometridae.